# Я не боюсь
«Я не боюсь» — дев'ятнадцятий сингл російсько-українського гурту «ВІА Гра».
Уперше після тривалої перерви «ВІА Гра» виконала пісню у програмі «Що? Де? Коли?» у грудні 2007 року. Записано за участю Альбіни та Меседи, але в кліпі (квітень 2008) знялася і Тетяна Котова, хоча в записі не брала участь.

## Відеокліп
Дев'ятнадцятий кліп гурту «ВІА Гра».
Режисер кліпу Алан Бадоєв.

## Офіційні версії пісні
- Я не боюсь (Альбомна версія)
- Я не боюсь (DJ Kirill Clash Remix)